# Impatiens ioides
Impatiens ioides är en balsaminväxtart som beskrevs av Georg Martin Schulze. Impatiens ioides ingår i släktet balsaminer, och familjen balsaminväxter. Inga underarter finns listade i Catalogue of Life.